# Daiquiri

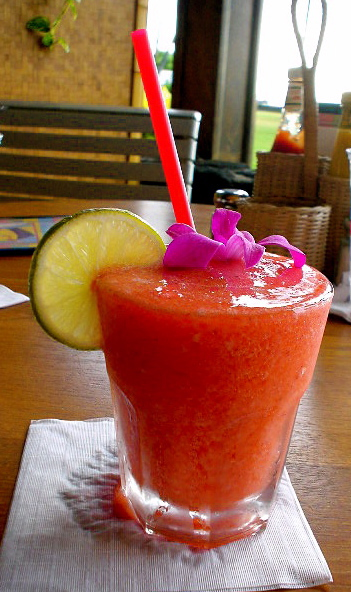
Daiquiri cu căpșuni

Daiquiri (scris corect cu accent ascuțit pe ultima literă ("daiquirí") și pronunțat [daj.ki'ri], dar, de obicei, citit [da'ki.ri] și scris fără accent) este o familie de cocteiluri ale cărei ingrediente principale sunt romul și sucul de limetă. Există mai multe versiuni, dar cele care au câștigat faimă internațională sunt cele făcute în barul El Floridita, în Havana, Cuba.
Daiquiri este una din cele șase băuturi de bază care apar în cartea lui David A. Embury, The Fine Art of Mixing Drinks. În carte se sugerează și unele variațiuni, precum substituirea parțială sau totală a siropului cu grenadină (rodie cultivată în Grenada). 